# Ispidina picta
El martín pigmeo africano (Ispidina picta) es una especie de ave coraciforme de la familia Alcedinidae que vive en el África subsahariana. Algunos taxónomos consideran que pertenece al género Ceyx.

## Descripción

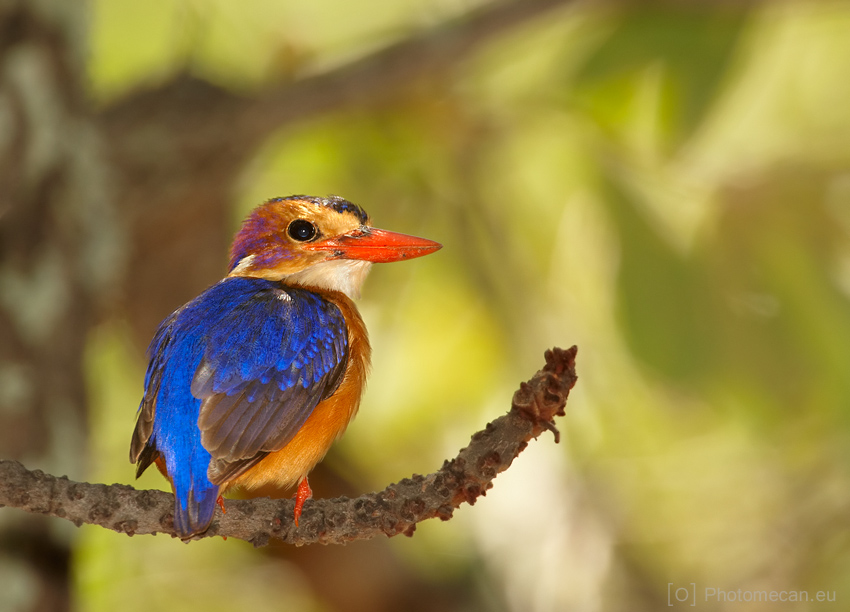
Ejemplar en Sudáfrica.

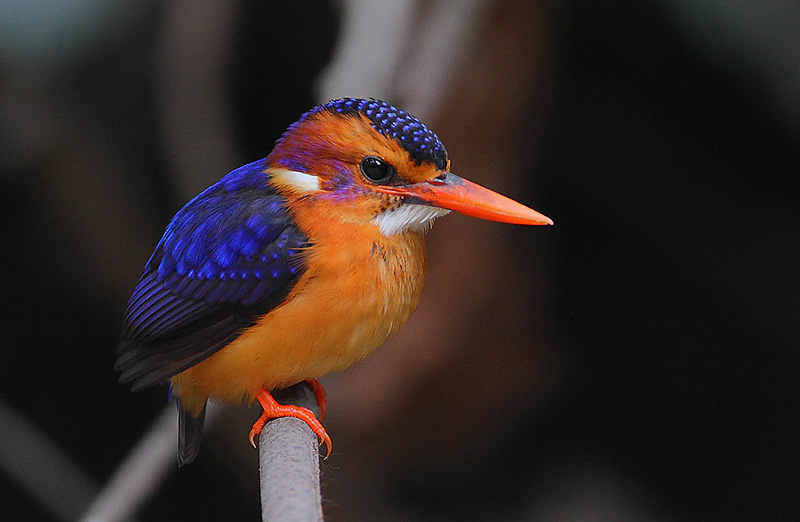
Ejemplar en Gambia

El martín pigmeo africano mide aproximadamente 12-13 cm de largo. Es un ave muy pequeño, con unas partes inferiores anaranjadas o acaneladas y partes superiores de color azul. El píleo azul oscuro lo diferencia del martín pigmeo del Congo. Su talla menor y los tonos violetas en las coberteras auriculares le distinguen del martín pescador malaquita. 
La subespecie I. p. natalensis que se encuentra en la parte sur de su área de distribución tiene partes inferiores más claras y motas azules sobre la mancha blanca de las auriculares. Los juveniles tienen tonos violetas menos intensos en sus coberteras auriculares y su pico es negruzco en lugar de naranja.

## Comportamiento
Son aves principalmente insectívoras que generalmente se encuentran solas o en parejas. Suelen ser aves discretas y sigilosas. En vuelo emiten una llamada tipo "chip-chip" similar a un ruido de insecto.

## Distribución y hábitat
El martín pigmeo africano se extiende por la mayor parte del África subsahariana, con la excepción de las zonas más áridas del sur y el cuerno de África. Se encuentra en selvas, sabanas y bosques costeros. Al ser insectívoro no está ligado a las masas de agua.
Hay poblaciones de martín pigmeo africano sedentarias y otras que son migradores intraafricanos.